# Бичили
Бичили́ — деревня в Тевризском районе Омской области России. Входит в состав Екатерининского сельского поселения.

## История
Основана в 1889 году. В 1928 году состояла 50 хозяйств, основное население — русские. В составе Екатерининского сельсовета Тевризского района Тарского округа Сибирского края.

## Население
| 1926 | 2010 |
| ---- | ---- |
| 263  | ↘27  |